# Allium czelghauricum
Allium czelghauricum är en amaryllisväxtart som beskrevs av Eugen Iwanowitsch Bordzilowski. Allium czelghauricum ingår i släktet lökar, och familjen amaryllisväxter. Inga underarter finns listade i Catalogue of Life.